# Rába ETO Stadion
Rába ETO Stadion – nieistniejący już wielofunkcyjny stadion w mieście Győr, na Węgrzech. Obiekt funkcjonował w latach 1977–2006. Mógł pomieścić 28 000 widzów. Swoje spotkania rozgrywali na nim piłkarze klubu Győri ETO FC. W miejscu stadionu powstał nowy, typowo piłkarski obiekt, otwarty w 2007 roku.
Stadion został otwarty 22 czerwca 1977 roku. Obiekt posiadał bieżnię lekkoatletyczną, którą ze wszystkich stron okalały trybuny mogące pomieścić do 28 000 widzów. Część trybun oparta była na pochyłym gruncie, górną warstwę stanowiła betonowa konstrukcja. Obiekt wyposażony był w sztuczne oświetlenie zainstalowane na czterech wysokich masztach. Swoje spotkania na stadionie rozgrywali piłkarze klubu Győri ETO FC, w latach 1982–2000 pięć spotkań rozegrała na nim także piłkarska reprezentacja Węgier, raz na obiekcie odbył się również finał Pucharu Węgier (1 maja 2002 roku: Újpest FC – s.Oliver-Haladás 2:1 po dogrywce). W 2005 roku rozpoczęły się prace nad kompletną przebudową starego stadionu, ale jeszcze do 2006 roku Győri ETO FC mógł rozgrywać spotkania na swoim dawnym obiekcie (ostatni mecz ligowy odbył się 28 maja 2006 roku). Następnie zespół tymczasowo występował na innych arenach (były to: Nádorvárosi Stadion w Győr, Alcufer Stadion w Győr-Gyirmót i Grosics Gyula Stadion w Tatabányi). 7 kwietnia 2007 roku klub rozegrał pierwsze spotkanie ligowe na nowym obiekcie, powstałym w miejscu dawnego Rába ETO Stadion. Nowy stadion nie był wówczas jeszcze w pełni ukończony, gotowa była jedynie trybuna po stronie wschodniej. Naprzeciwległą, zachodnią trybunę oddano do użytku w 2008 roku. Nowy obiekt, w przeciwieństwie do swojego poprzednika posiada typowo piłkarski układ, bez bieżni lekkoatletycznej i może pomieścić 16 000 widzów.